# 司徒德 (1945年)
司徒德爵士（Sir Michael Ronald Stoute、1945年10月22日—）是一名巴巴多斯出生的英國練馬師，在英國成為了多屆的冠軍練馬師，所訓練的馬匹除了在歐洲取得勝利，於美國、加拿大、香港、日本等地均取得勝績。1998年被英女皇伊利沙伯二世授勳為爵士。

## 生涯
1964年司徒德舉家遷居英國，因父親是馬主的關係開始接觸賽馬，跟隨練馬師柏羅漢（Pat Rohan）成為助手，之後再轉投Doug Smith及Tom Jones。1972年司徒德獲得練馬師執照後，開始他的事業，在新市場擁有自己的馬房，在同年4月28日取得競賽生涯中首場勝利。1978年憑Fair Salinia攻下首個英國經典賽事葉森橡樹大賽。1981年憑識價勝出葉森打吡，被認定為司徒德從練以來實力最強的賽駒之一，自此開始成名。
隨著亞洲地區陸續開放部份賽事給予海外賽駒，司徒德開始派遣馬匹參加亞洲地區的賽事，1994年司徒德在亞洲地區取得首場勝利，憑蘇式路線勝出香港邀請碗。在1996年及1997年司徒德在日本最重要的賽事日本盃分別憑談唱劇以及必得時機取得兩連勝，迄今為止也是唯一勝出兩屆日本盃的練馬師。在1997年憑談唱劇攻下杜拜世界盃。1998年被授勳為下級爵士。
司德徒在2008年以前已經奪得英國經典賽事其中四項賽事，但一直未曾勝出聖列治錦標，終在2008年9月，於憑水到渠成勝出首個聖列治錦標，終於勝出五項英國經典賽事。
2010年司徒德憑勞動力第五度攻下葉森打吡，打破了賽事場地紀錄時間。同年亦憑無敵先鋒以十一個馬位之差勝出英皇錦標。
除了平地賽事，司徒德亦曾在跳欄賽事中取下佳績，1989-90年度他憑Kribensis勝出英國三冠矮欄大賽，亦是現時史上唯一在該系列賽事中的三冠馬。
截至現在為止司徒德已經勝出十屆英國冠軍練馬師（1981、1986、1989、1994、1997、2000、2003、2005、2006及2009年），此外在1986年奪得愛爾蘭冠馬練馬師。
2018年6月，「詩人之言」贏出一級賽威爾斯親王錦標，令司徒德成為贏出皇家雅士谷最多場次的練馬師。
2024年9月，司徒德宣布退休，結束長達半世紀的練馬師生涯。

## 主要勝出賽事（部份一級賽）
- 二千堅尼錦標：Shadeed 、Doyoun、企業家、皇中王、哥蘭名駒
- 一千堅尼錦標：Musical Bliss、 Russian Rhythm
- 葉森打吡大賽：識價、沙拉坦尼、金堅、北方之光、勞動力
- 葉森橡樹大賽：Fair Salinia、Unite
- 聖烈治錦標：水到渠成
- 日蝕大賽：歌劇院、依素、必得時機、木星月亮、莫企圖、當代名著
- 凱旋門大賽：勞動力
- 加拿大國際錦標：談唱劇
- 香港邀請碗：蘇式路線
- 香港瓶：大利多
- 日本盃：談唱劇、必得時機
- 杜拜司馬經典賽：奇異光芒
- 杜拜世界盃：談唱劇